# Первомайский сквер (Новосибирск)
Первомайский сквер — сквер в Центральном районе Новосибирска напротив здания мэрии. Сквер расположен у станции метро «Площадь Ленина».

## История
До революции 1917 года на месте современного сквера располагалась Базарная, или Ярмарочная, площадь. Когда Новосибирск получил статус административного центра Сибирского края, площадь подверглась серьёзным изменениям, Сенной торг, располагавшийся на площади, было решено перенести к ипподрому, который тогда располагался за улицей Гоголя. Решение об устройстве сквера на территории Ярмарочной площади было принято в 1929 году, сам сквер был разбит в 1932 году.
Проект благоустройства и озеленения сквера выполнен архитектором В. М. Тейтелем. Позднее он подготовил проект создания фонтанов в сквере с цветниками и декоративными вазами, который был реализован в 1935 году.
Первомайский сквер постоянно улучшался и обустраивался, в нём появлялись новые скульптуры, высаживали растения, разбивали клумбы.

## Современное состояние
В Первомайском сквере располагаются два фонтана: главный, расположенный рядом с Красным проспектом, и небольшой, «детский», с медведем, в глубине сквера.
В сквере выставлены работы участников ежегодного симпозиума каменных скульптур, проводимого в Новосибирске, — скульптуры из мрамора под названиями «Любовь», «Мир», «Король и королева».
В 2000 году в сквере открыт монумент из розового туфа — хачкар («крест-камень»). Проект монумента подготовил новосибирский скульптор Арам Григорян, сам монумент подарен Новосибирску армянской общиной.
Рядом со сквером располагается памятник архитектуры — здание Городского торгового корпуса.
В сквере растёт дерево, с которым связан обычай привязывать ленточки для исполнения желаний.
В последние годы Первомайский сквер обрёл популярность среди любителей здорового образа жизни, которые занимаются на лужайках сквера оздоровительной гимнастикой. С 2000 года сквер является традиционной площадкой Сибирского фестиваля снежной скульптуры, проводящегося каждую зиму.

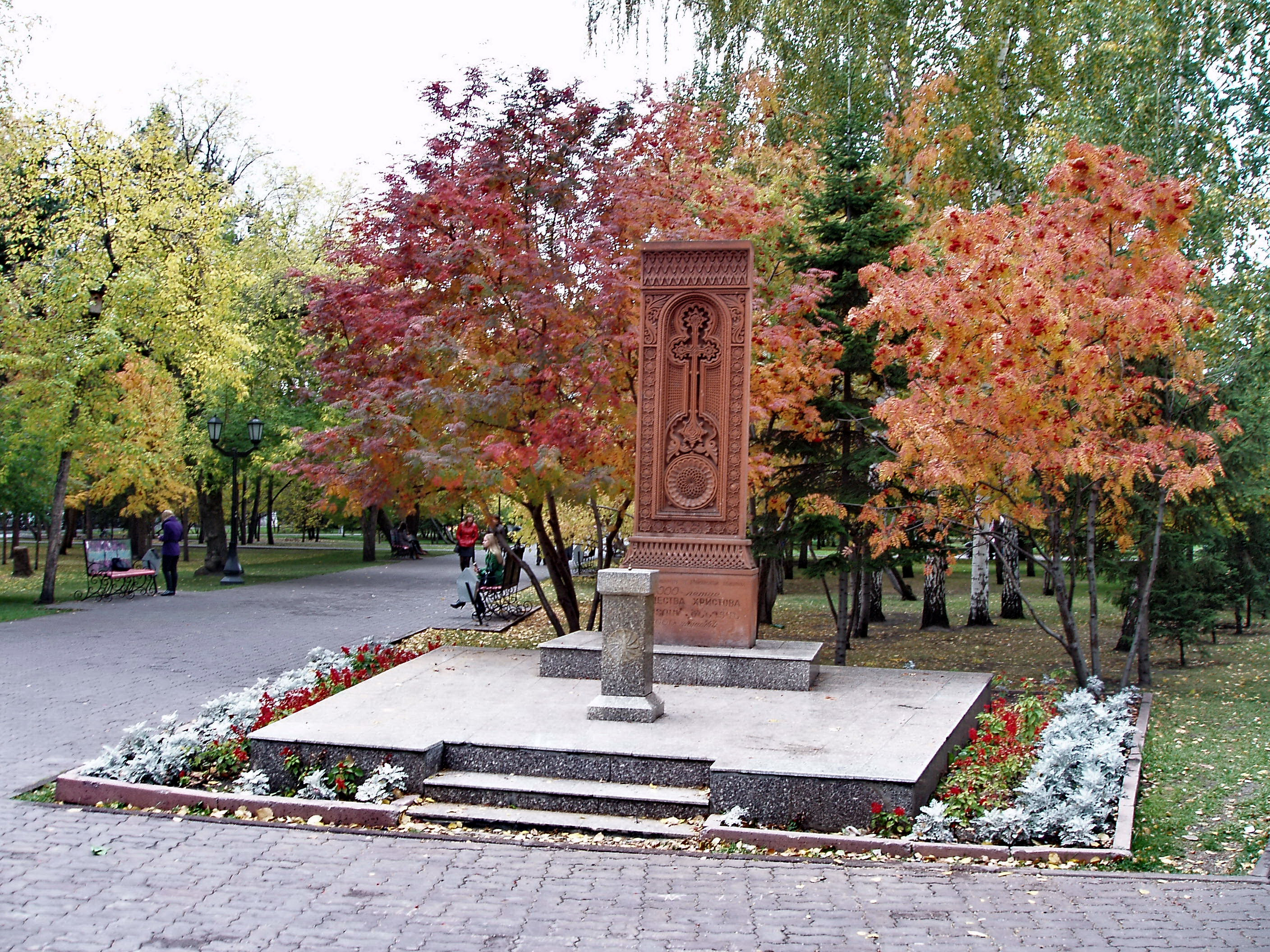
Хачкар
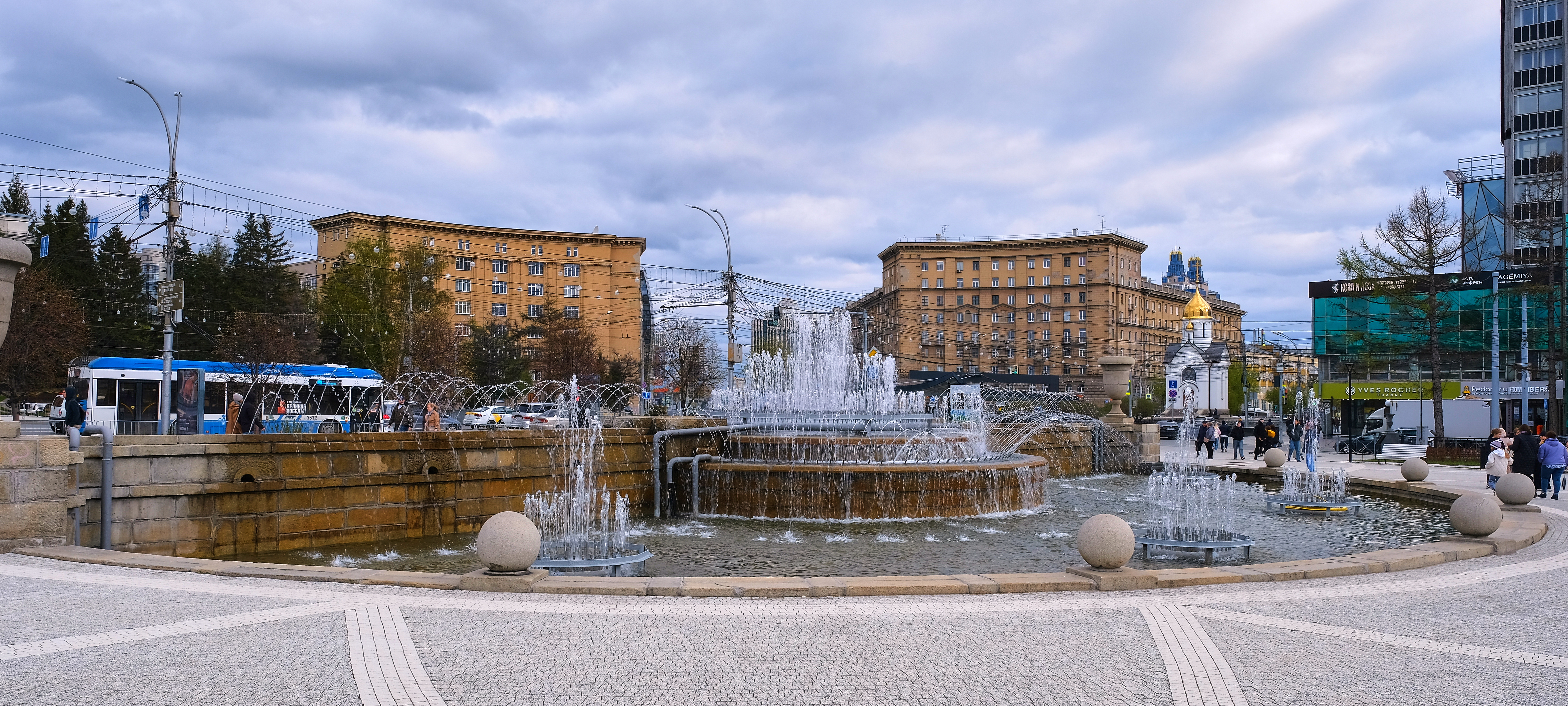
Фонтан в парке
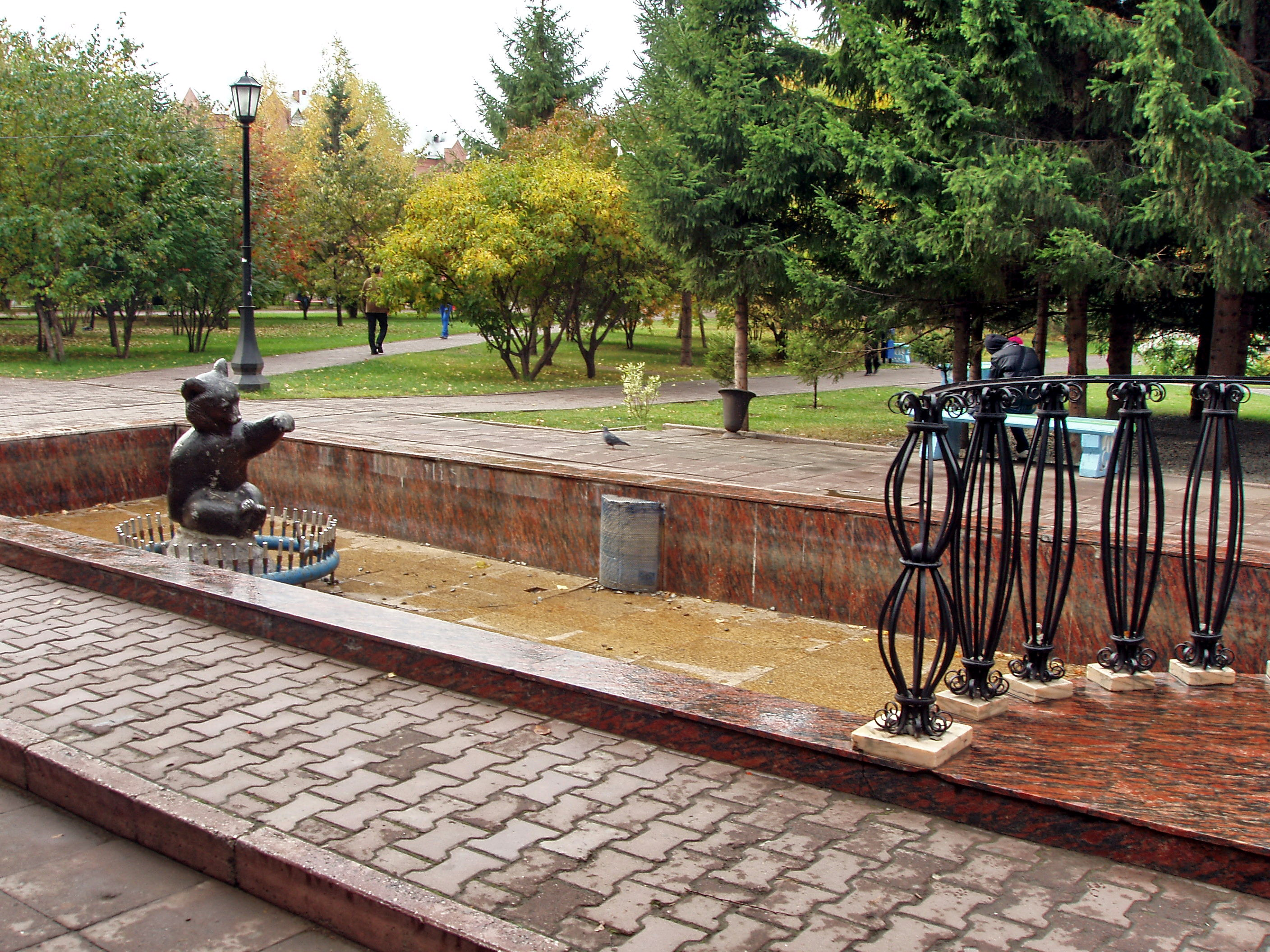
Фонтан в парке
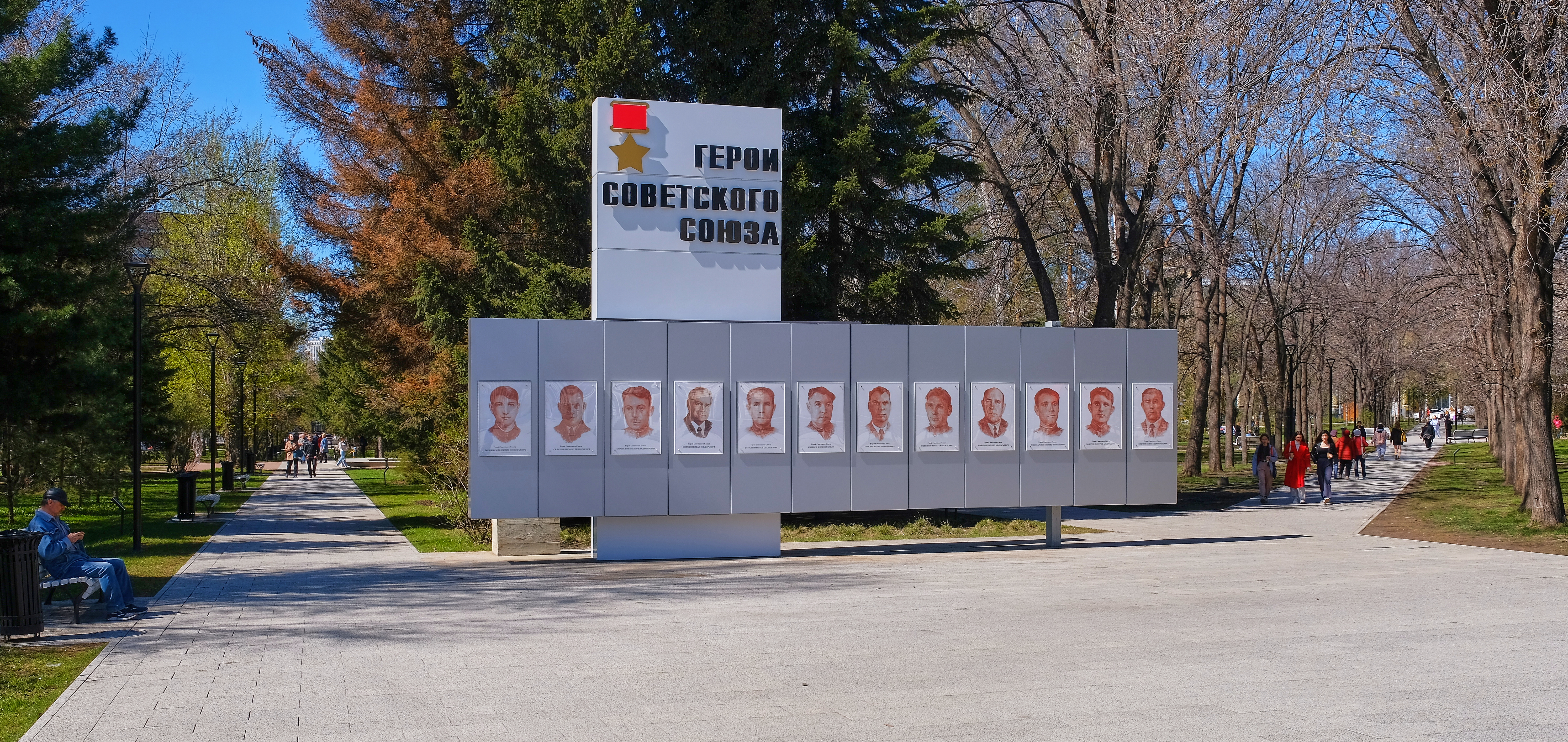
Стела сибиГероев Советского Союза
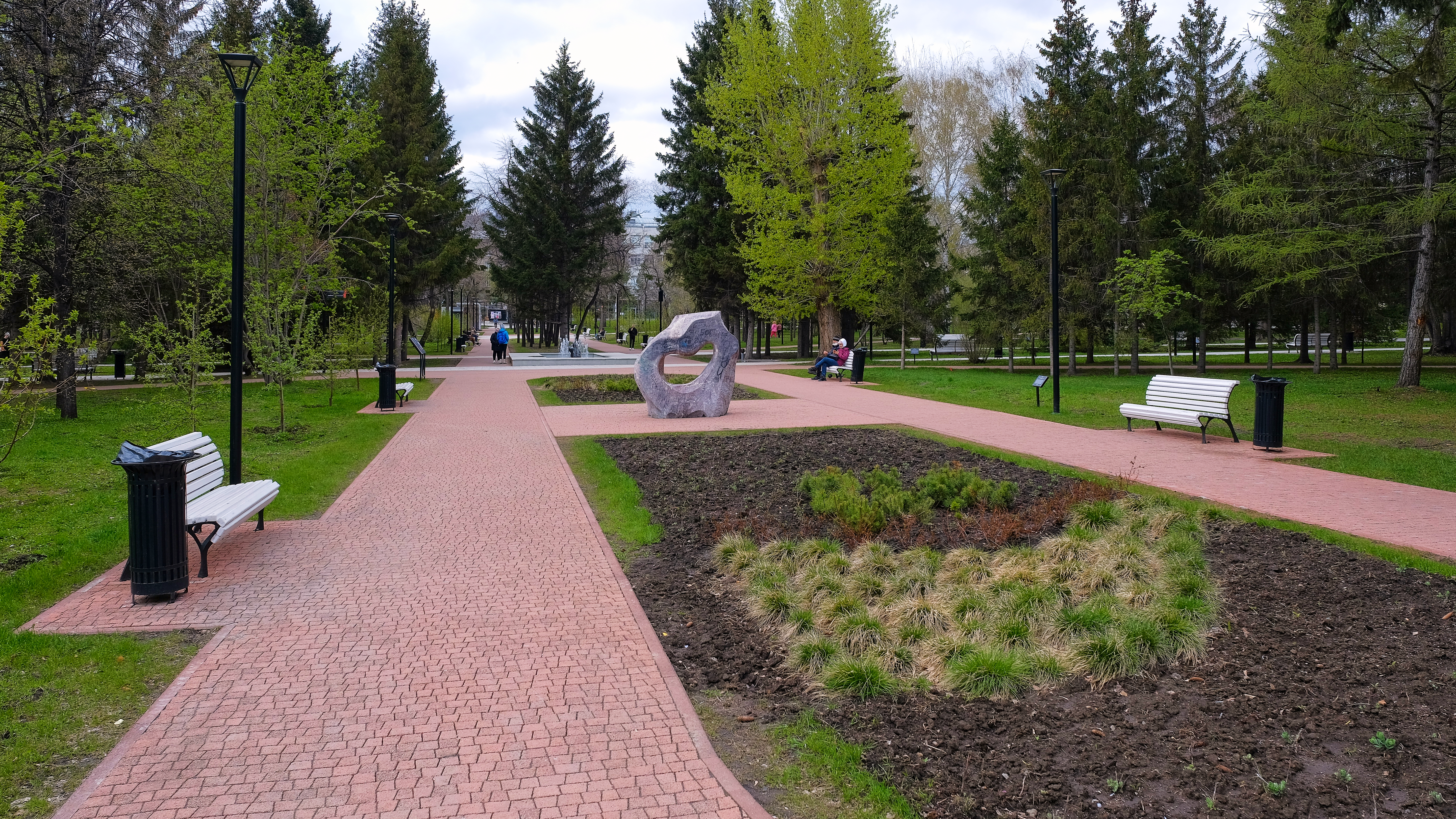
Аллея в парке
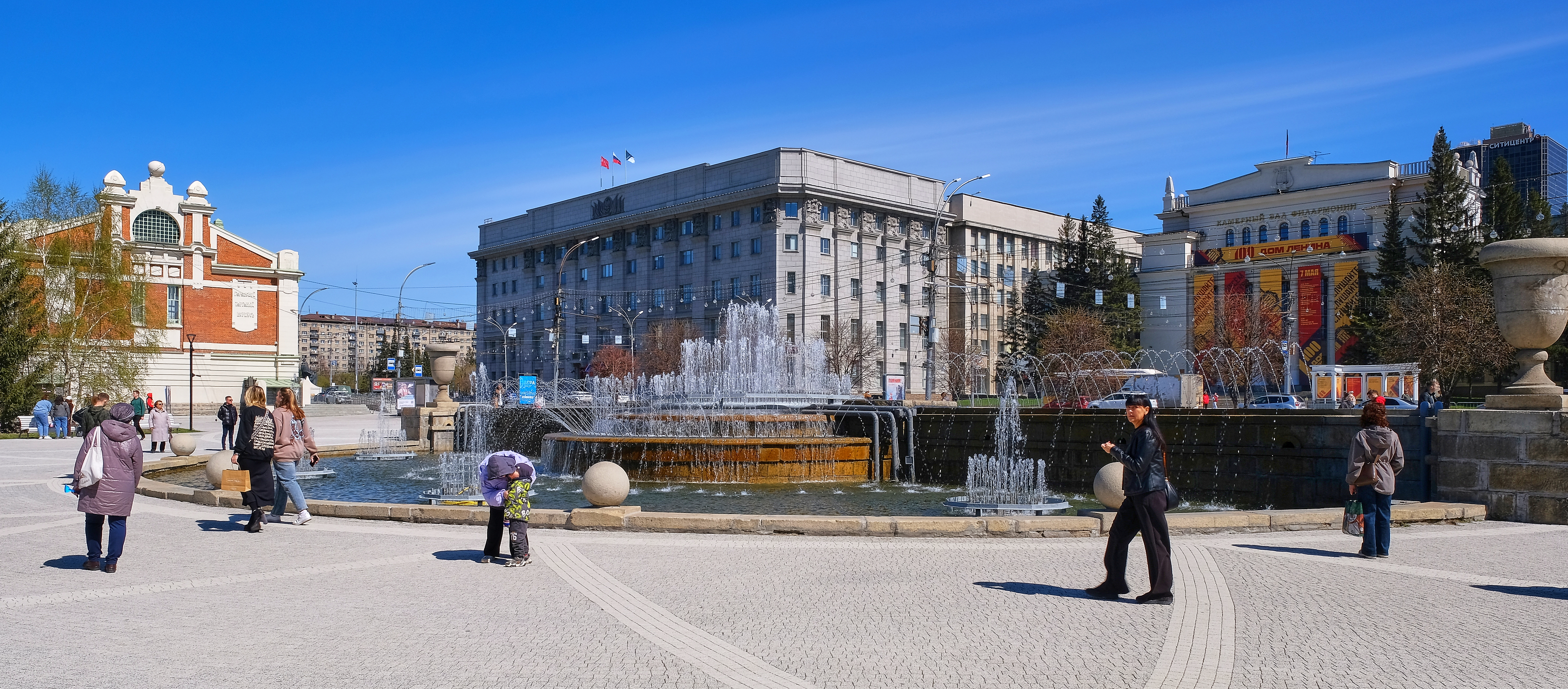
Вид на Дом Ленина, здание Промбканка и Торговый корпус